# Suaeda
Suaeda é um género botânico pertencente à família Amaranthaceae.